# Anne-Henri Cabot de Dampmartin
Pour les articles homonymes, voir Cabot.
Anne-Henri Cabot, vicomte de Dampmartin est un militaire et homme politique français, né le 30 juin 1755 à Uzès (Gard) et mort le 12 juillet 1825 à Paris. Il est inhumé au cimetière du Père-Lachaise (14e division).
C'était un lointain descendant du navigateur Vénitien Jean Cabot. 

## Mandats et fonctions
- Militaire jusqu'en 1792. Il commande les troupes d'Uzès qui répriment la Révolte des Masques Armés.
- émigré lors de la Révolution.
- Député du Gard (1813-1815)
- Membre de l'Académie de Nîmes
- Censeur impérial (1811)
- Conseiller au Conseil des prises (1812)
- Bibliothécaire conservateur du Dépôt de la guerre (1816)

## Ouvrages
- Idées sur quelques sujets militaires, 1785
- Histoire de la révolte de Rome et de Carthage, 1789
- Un provincial à Paris pendant une partie de l'année 1789, 1790, VIII-258 pages, lire en ligne ;
- Esquisse d'un plan d'éducation, 1795
- Précis de littérature à l'usage des dames, 1795
- Brassman ou le père inexorable, roman, 1801
- La France sons ses rois, essai historique sur les causes qui ont préparé et consommé la chute des trois premières dynasties, 1810
- Quelques traits de la vie privée de Frédéric-Guillaume II, roi de Prusse, 1811
- Coup-d'œil sur les campagnes des émigrés, 1816
- Mémoires sur divers événements de la révolution et de l'émigration, 1825

## Distinctions
- Chevalier de Saint-Louis
- Officier de la Légion d'honneur

## Sources
- « Anne-Henri Cabot de Dampmartin », dans Adolphe Robert et Gaston Cougny, Dictionnaire des parlementaires français, Edgar Bourloton, 1889-1891 [détail de l’édition]